# 兰云升
兰云升（1958年—），汉族，中华人民共和国政治人物、第十一届全国政协委员。
加入中国国民党革命委员会，担任民革中央委员、中油财务有限责任公司总经理。2008年，当选第十一届全国政协委员，代表经济界，分入第三十六组。并担任人口资源环境委员会专委。2018年1月，当选第十三届全国政协委员。